# ITU-T G.993.2
ITU G.993.2 é um standard da ITU para o DSL que define as especificações do VDSL2.